# 茨城県道326号下野宮停車場線

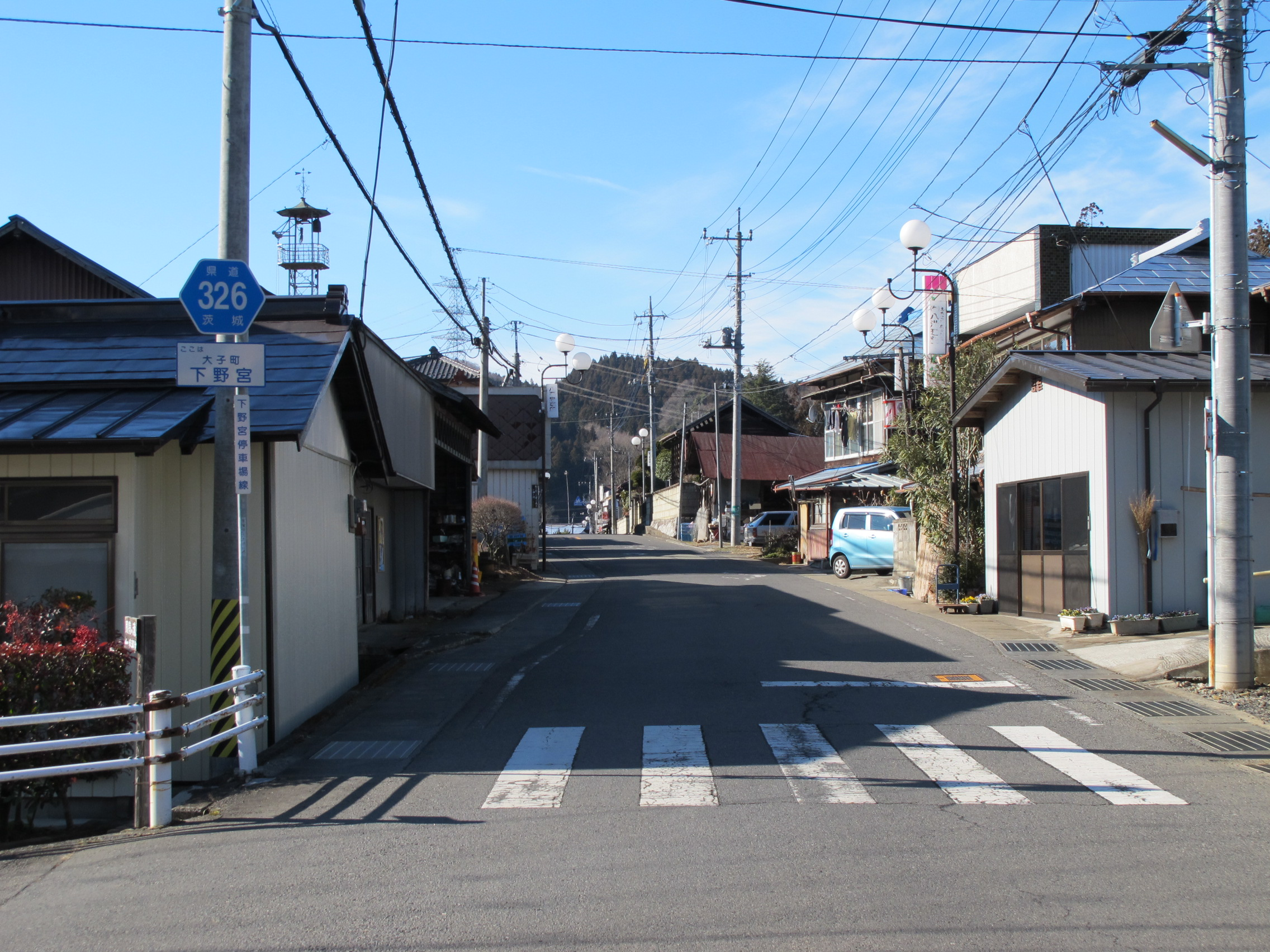
茨城県道326号下野宮停車場線
大子町下野宮（2014年1月）

茨城県道326号下野宮停車場線（いばらきけんどう326ごう しものみやていしゃじょうせん）は、茨城県久慈郡大子町にあるJR水郡線下野宮駅と接続する県道である。

## 概要
JR下野宮駅と茨城県道28号大子那須線とを接続する停車場県道。大子町下野宮地内で完結する路線延長約0.5kmの路線である。

### 路線データ
- 起点：久慈郡大子町下野宮字沢口2252‐2番地先（下野宮駅）[1][2]
- 終点：久慈郡大子町下野宮字落合1654‐2番地先（茨城県道・栃木県道28号大子那須線交点）[2]
- 総延長：547 m[3]
- 重用延長：なし[3]
- 未供用延長：なし[3]
- 実延長：547 m[3]
- 自動車交通不能区間延長[注釈 1]：なし[3]

## 歴史
1959年（昭和34年）10月14日、新たな県道として久慈郡大子町大字下野宮の下野宮停車場を起点とし、二級国道水戸郡山線交点（旧道国道118号、現在は県道下野宮停車場線の一部）交点を終点とする区間を本路線とする県道下野宮停車場線として茨城県が県道路線認定した。路線認定当時は、駅前の80m足らずの1本道であったが、1984年（昭和59年）に国道118号の旧道区間を編入して現在の形になる。
1995年（平成7年）に整理番号326となり現在に至る。

### 年表
- 1930年（昭和5年）4月16日：下野宮駅が開業する。
- 1935年（昭和10年）11月29日：現在の路線の前身である下野宮停車場下野宮線が路線認定される。[4]
- 1959年（昭和34年）10月14日
  - 現在の路線が路線認定される（図面対象番号282）[5]。
  - 道路の区域は、久慈郡大子町大字下野宮の下野宮停車場から久慈郡大子町大字下野宮の二級国道水戸郡山線交点までと決定された[1]。
- 1984年（昭和59年）4月2日：大子町大字下野宮字沢口 - 下野宮字落合までの国道118号の旧道区間（473m）を編入[6]。
- 1990年（平成2年）3月22日：全区間の道路を改良[2]。
- 1995年（平成7年）3月30日：整理番号337から現在の番号（整理番号326）に変更される[7]。

## 路線状況
JR下野宮駅の駅前道路を進むとT字の交差点に突き当たり、ここより左折して大子方面へ道なりで向かうと茨城県道28号大子那須線との交差点で終点となる。線形がコの字型のセンターラインが引かれていない1.5車線の道路で、大子町下野宮地区の生活道路となっている。

## 地理

### 通過する自治体
- 茨城県久慈郡大子町

### 交差する道路
- 茨城県道28号大子那須線（終点）

### 沿線
- JR水郡線 下野宮駅
- 大子下野宮郵便局
- 近津神社
- 旧大子町立下野宮小学校（2009年廃校）
- 下野宮駐在所